# Gruffudd Lewis
Gruffudd Lewis (Aberystwyth, 11 november 1987) is een Welsh wielrenner.

## Carrière
In 2018 won Lewis de Grote Prijs van de Pharmacie Centrale. Eigenlijk zou op die dag de vierde etappe van de Ronde van de Pharmacie Centrale worden gehouden, maar vanwege het slechte weer en geannuleerde etappes besloot de organisatie van de laatste rit een eendagskoers te maken.

## Overwinningen
2018
Grote Prijs van de Pharmacie Centrale

## Ploegen
- 2012 –  UK Youth Cycling
- 2016 –  Madison Genesis
- 2017 –  Madison Genesis

Bäckstedt · Barker · Gustavsson · Johansson · Lewis · Lowsley-Williams · Mansell · McGowan · Opie · Stevenson · Stewart · Tanguy